# Ministero delle finanze (Moldavia)
Il Ministero delle finanze (in romeno: Ministerul Finanțelor) è un dicastero del Consiglio dei ministri moldavo deputato alla gestione delle finanze pubbliche della Moldavia.
L'attuale ministro è Serghei Pușcuța, in carica dal 14 novembre 2019.

## Ministri
- Constantin Tampiza (27 agosto 1991 - 4 agosto 1992)
- Claudia Melnic (4 agosto 1992 - 5 aprile 1994)
- Valeriu Chițan (5 aprile 1994 - 22 maggio 1998)
- Anatol Arapu (22 maggio 1998 - 12 novembre 1999)
- Mihail Manoli (21 dicembre 1999 - 7 febbraio 2002)
- Zinaida Greceanîi (26 febbraio 2002 - 10 ottobre 2005)
- Mihail Pop (12 ottobre 2005 - 31 marzo 2008)
- Mariana Durleșteanu (31 marzo 2008 - 25 settembre 2009)
- Veaceslav Negruța (25 settembre 2009 - 14 agosto 2013)
- Anatol Arapu (14 agosto 2013 - 20 gennaio 2016)
- Octavian Armașu (20 gennaio 2016 - 30 novembre 2018)
- Ion Chicu (10 dicembre 2018 - 8 giugno 2019)
- Natalia Gavrilița (8 giugno 2019 - 14 novembre 2019)